# Río Quiquibey
Quiquibey es un río boliviano de la cuenca del amazonas, forma la frontera entre los departamentos de La Paz y el Beni, para luego desembocar en el río Beni.

## Hidrografía
El río Quiquibey nace aproximadamente en las coordenadas (15°36′7″S 66°55′31″O / -15.60194, -66.92528) en el departamento de La Paz, desde este punto el río recorre en sentido sur formando una V hasta tomar un sentido noroeste, donde forma la frontera interdepartamental de La Paz - Beni, tiene un recorrido meandrico hasta su desembocadura en el río Beni, cerca de la desembocadura del río Tuichi, tiene una longitud total de 257 kilómetros.